# Oskar Rieß

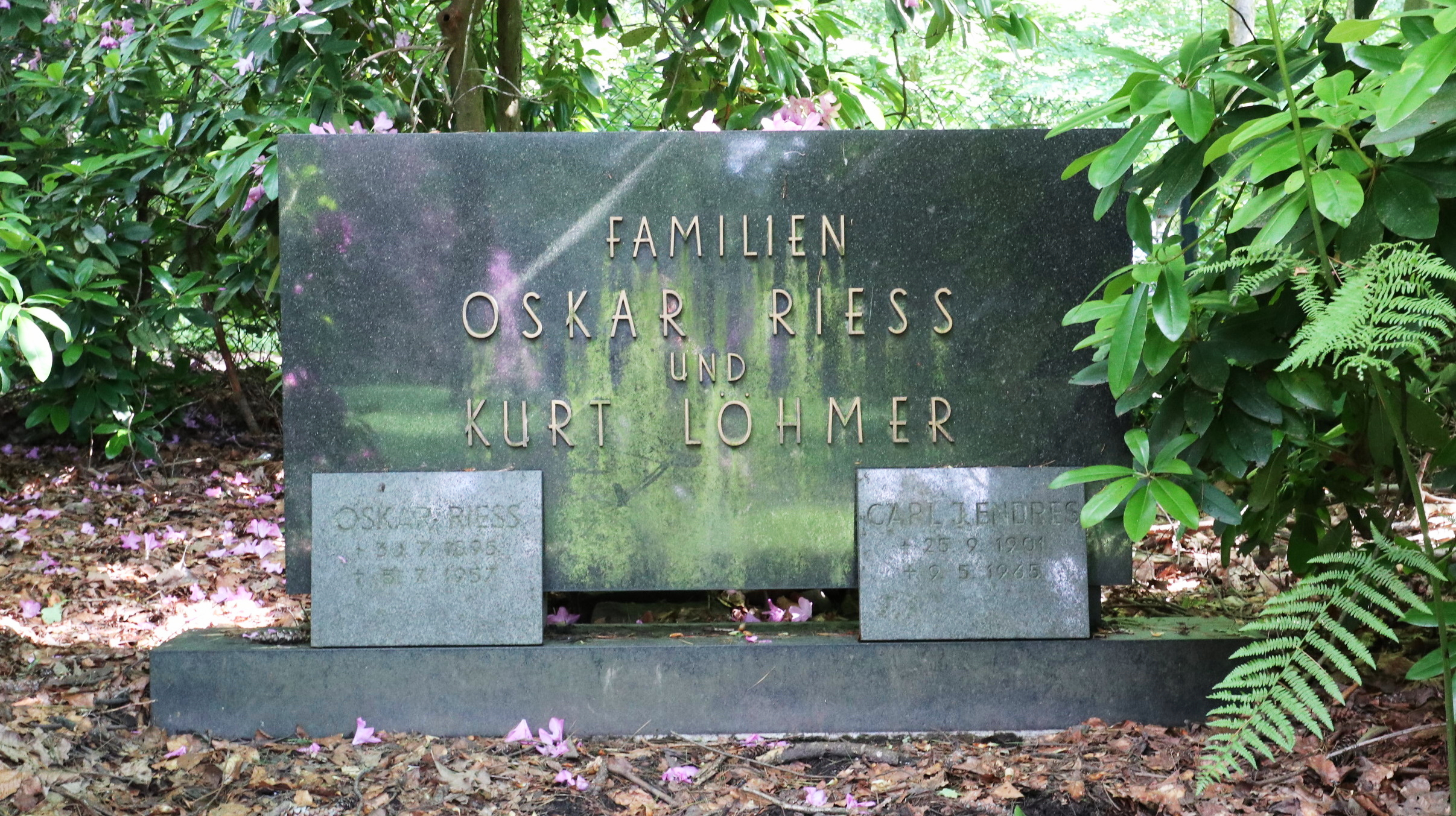
Grabmal von Oskar Rieß auf dem ehemaligen Kommunalfriedhof Vogelsang in Solingen

Oskar Rieß (* 30. Juli 1895 in Solingen; † 1957) war ein deutscher Politiker und Oberbürgermeister von Solingen.

## Werdegang
Von 1928 bis 1933 war Oskar Rieß Geschäftsführer des Spar- und Bauvereins Solingen. Dann wurde er als sogenannter „Halbjude“ und wegen seiner Mitgliedschaft in der SPD nach der „Machtergreifung“ durch die Nationalsozialisten seines Amtes enthoben.
Ab Herbst 1944 bildeten sich in Solingen Gruppen, die den Widerstand gegen das NS-Regime schürten; dazu gehörten auch Oskar Rieß und seine Brüder Max und Willi sowie der spätere Oberbürgermeister Eugen Maurer. Die Gruppen schlossen sich zur sogenannten „Gruppe A“ zusammen, und die Mitglieder beschlossen, den herannahenden US-amerikanischen Truppen Rieß als künftigen Oberbürgermeister vorzuschlagen. Rieß selbst war bei dieser Sitzung nicht anwesend, weil er außerhalb von Solingen unterwegs war, doch bei seiner Rückkehr wurde er von einem Bekannten auf der Straße schon als „Oberbürgermeister“ angesprochen, obwohl das NS-Regime offiziell noch an der Macht war.
Am 17. April 1945 wurde Solingen nach letzten Gefechten endgültig von der US Army eingenommen. Am selben Tag, noch vor der Kapitulation Deutschlands, wurde Rieß vom zuständigen US-amerikanischen Offizier zum Oberbürgermeister von Solingen ernannt. Am 1. Mai 1945 hielten er und sein Bruder Max die Gedenkreden bei der Beerdigung der 71 Häftlinge, die im Rahmen eines Endphaseverbrechens am 13. April in einer Schlucht des Wenzelnbergs in Langenfeld von SS-Männern umgebracht worden waren. Wenige Monate später wurde Rieß von Josef Brisch, der das Amt des Oberbürgermeisters bis 1933 innegehabt hatte, abgelöst und übernahm im Juli 1945 das Amt des Baudezernenten. Als solcher widmete er sich intensiv dem Wiederaufbau der Stadt. Im Jahr 1948 spendete er 10 000 Mark zugunsten in Not geratener Wohnungsinhaber.
In der Siedlung „Börkhauser Feld“ des Spar- und Bauvereins Solingen wurde 2006 eine Straße nach Oskar Rieß benannt. 2012 kam es zu öffentlichen Diskussionen in der Stadt, weil Rieß von der Stadt nicht in die Galerie der Oberbürgermeister im Rathaus aufgenommen worden war mit der Begründung, er sei nicht von einem Stadtrat gewählt worden.